# Giuda il Principe
Yehudah HaNasi, in italiano: Giuda il Principe, (in ebraico יהודה הנשיא ‎?, Yehudah HaNasi) o Judah I, noto anche come Rabbi o Rabbenu HaQadosh (in ebraico רבנו הקדוש ‎?, "nostro Maestro, il Santo") (Giudea, 135 – 188 o 219), è stato un rabbino ebreo antico, saggio Tanna vissuto nel II secolo, redattore ed editore della Mishnah.
Importante leader della comunità ebraica durante il dominio della Giudea da parte dei Romani, avviò una fase di normalizzazione dei rapporti con Roma, essendo egli stesso amico di imperatori (più realistica appare, tra le tante ipotesi, quella di Marco Aurelio). Di discendenza davidica da un lato del suo albero genealogico, il suo nome includeva il titolo nasi, che significa principe. Il titolo nasi veniva anche usato per i presidenti del Sinedrio. Giuda morì il 15 Kislev del 188 e.v. o 219 e.v..

## Biografia
Judah il Principe nacque nell'anno 135 e.v. Figlio del precedente patriarca, Simeon Shezuri (già reintegrato nella carica da Antonino Pio), fu investito del Patriarcato a sua volta attorno al 175. Secondo il Midrash, venne al mondo lo stesso giorno in cui Rabbi Akiva morì come martire. Il Talmud suggerisce che questo fu un risultato della Divina Provvidenza: Dio aveva concesso al popolo ebraico un altro leader di grande statura come successore di Rabbi Akiva. Il suo preciso luogo di nascita è sconosciuto, né è stato registrato dove suo padre, Shimon ben Gamliel II, trovò rifugio con la famiglia durante le persecuzioni dell'imperatore Adriano. È l'unico tanna noto come "il nostro maestro santo" a causa della sua profonda pietà.
Quando l'ordine fu ristabilito in Terra di Israele (dopo la terza guerra giudaica scoppiata a seguito della ribellione di Simon Bar Kokheba), Usha in Galilea divenne la sede dell'accademia e Judah trascorse la sua gioventù lì. Suo padre gli diede presumibilmente la stessa educazione che egli stesso aveva ricevuta, compreso il greco La conoscenza del greco gli permise quindi di diventare intermediario tra autorità romane ed ebrei. Judah favorì il greco come lingua locale piuttosto che l'aramaico siriaco. Si racconta che nella casa di Judah si parlasse solo ebraico e persino le domestiche lo parlavano.

"Durante la sua carriera di rabbino, non solo il campo di giurisdizione rabbinica aumentò, ma aumentò anche il potere dell'ufficio rabbinico centrale. Al contrario dei suoi predecessori, Rabbi Judah assunse le responsabilità di funzionario comunale, nominando e deponendo i dirigenti locali e controllando la purezza famigliare degli ebrei in luoghi distanti. Similmente, fece sforzi senza precedenti per creare un sistema halakhico più popolare. In tale ottica, permise l'utilizzo di prodotti subito dopo la fine dell'anno sabbatico, l'importazione di prodotti in Terra santa e l'acquisizione di terreni da un sikarikon. Così, mentre Judah rafforzava i suoi legami con i ricchi, ampliava anche la sua base di potere, diventando una figura più popolare."

Secondo il Talmud, Judah haNasi era molto ricco e molto venerato a Roma. Con lui la carica patriarcale assunse un ruolo fondamentale nei rapporti tra mondo ebraico e impero romano, avviando una generale pacificazione della vita degli ebrei e della Palestina sotto l'occupazione romana. Con Giuda, che nella titolatura appare il primo col suo nome, la carica del patriarca divenne ereditaria e strettamente dipendente dall'autorità imperiale (come era già iniziato ad essere sotto Antonino Pio). Lo stesso patriarca venne insignito di un ruolo politico ed economico superiore, ottenendo il potere di giudicare anche su alcune città greco-romane della Palestina.
Aveva inoltre una stretta amicizia con un "Antonino", che vari studiosi hanno identificato di volta in volta con Antonino Pio, Marco Aurelio, Lucio Vero, Settimio Severo, Caracalla e Alessandro Severo (in quest'ultimo caso non si tratterebbe del redattore della Mishnāh, ma più probabilmente di un nipote di Giuda), che avrebbe consultato Judah in merito a varie questioni terrene e spirituali. Data l'epoca in cui visse il campo andrebbe ristretto alla prima età antonina e l'imperatore identificato probabilmente con Marco Aurelio. Questi avrebbe incontrato il patriarca, che gli avrebbe assicurato la lealtà del suo popolo, durante il suo viaggio in Oriente, compiuto a seguito del tentativo di usurpazione e della successiva morte di Gaio Avidio Cassio nel 175. Marco Aurelio vi si sarebbe recato in visita in quanto tra i sostenitori di Avidio Cassio si erano contati alcuni complici giudei, secondo quanto riporta Dione Cassio. Tra i brani della tradizione talmudica che testimonierebbero dell'incontro c'è un passo rabbinico:
( Mekhlita Beschallach, 6, citato in M. L. Astarita, op. cit., p. 119)
Ad altri incontri fra i due personaggi, vertenti su argomenti di filosofia stoica (di cui è ritenuto esponente Marco Aurelio) e di politica, alluderebbero altri passi del Talmud.
Il Talmud registra la tradizione che Judah haNasi venisse seppellito nella necropoli di Beit She'arim, nella bassa Galilea.

## Compilatore della Mishnah

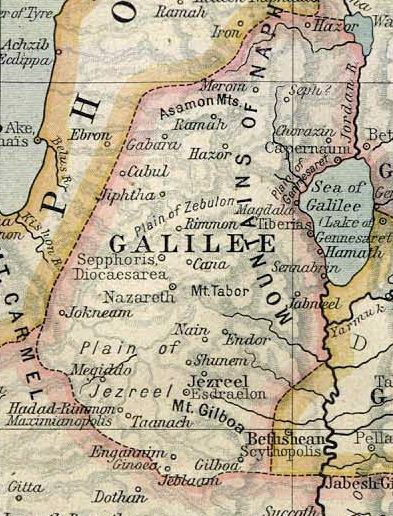
La Galilea della Tarda antichità

Secondo la tradizione ebraica, Dio diede al popolo ebraico sia la Legge Scritta (Torah) che la Legge Orale (ulteriori leggi e pratiche da tramandare da insegnante a discepolo) a Mosè sul Monte Sinai. Per secoli, solo la Torah rimase come testo scritto. Però, col timore che le tradizioni orali venissero dimenticate, Yehudah HaNasi intraprese la missione di compilarle in quella che poi venne conosciuta come Mishnah (che comprende 63 trattati che codificano la legge ebraica e che sono la base del Talmud), costituente un ordinamento del corpus delle tradizioni giuridiche del giudaismo, che fu riconosciuta come canone della "legge orale" e soppiantò i precedenti tentativi di sistematizzazione. Dopo Giuda ebbe inizio la letteratura rabbinica in lingua aramaica definita Gemarah, che costituisce l'esegesi e il commentario della Mishnah. Il centro rabbinico dell'insegnamento si spostò inoltre dalla Giudea a Babilonia.

## Leggende talmudiche
Varie storie vengono raccontate su Judah haNasi per illustrare i differenti aspetti del suo carattere.
Una di queste inizia raccontando di un vitello che era scappato mentre lo stavano portando al macello. Secondo la storia, il vitello cercò di nascondersi sotto le vesti di Judah haNasi, urlando di terrore, ma lui spinse via l'animale, dicendo: "Vai - per questo scopo sei stato creato". Pertanto, il Cielo gli inflisse dei calcoli renali, una dolorosa flatulenza, problemi gastrici e altri malanni, dicendo: "Dato che non ha mostrato alcuna pietà, portiamogli dunque sofferenze".
La storia osserva che quando Judah si mise a pregare per aver sollievo dalle sofferenze, le preghiere furono ignorate, proprio come lui aveva ignorato le invocazioni del vitello. In seguito però, Judah impedì alla sua domestica di cacciar via con violenza dei cuccioli di donnola dalla sua casa, sulla base del fatto che: "Sta scritto: «La sua misericordia è sopra tutte le sue opere»". Per questo, il Cielo gli tolse i problemi gastrici, dicendo: "Poiché ha dimostrato compassione, cerchiamo di essere compassionevoli con lui".
Rabbi Judah haNasi disse anche: "Colui che ignora la Torah non dovrebbe mangiare carne." Questo è perché uno che è ignorante della Torah è allo stesso livello degli animali. Che diritto hanno quindi di mangiarseli come cibo? Forse la punizione che ricevette per mancanza di compassione verso il vitello lo aiutò a capire che mangiare gli animali non è una questione da trattarsi con leggerezza.
Mentre insegnava la Torah, Rabbi Judah spesso interrompeva la lezione per recitare la preghiera Shemà. Si passava una mano sugli occhi mentre la diceva.
Prima di morire, Rabbeinu HaKadosh disse: "Ho bisogno dei miei figli!... Lascia che la lampada continui a bruciare al suo solito posto; lascia il tavolo al suo solito posto; lascia che il letto sia fatto al suo solito posto."
Rabbi Judah disse: "Ho imparato molto dai miei insegnanti, ancor di più dai miei colleghi, ma soprattutto dai miei studenti."
Si racconta che dopo la sua morte, Rabbeinu HaKadosh usava visitare casa sua, indossando i vestiti dello Shabbat, ogni venerdì sera al crepuscolo. Recitava il Kiddush e assolveva quindi gli altri dall'obbligo di sentire il Kiddush. Un venerdì sera si sentì bussare alla porta. "Mi dispiace", disse la cameriera, "non posso lasciarvi entrare ora perché Rabbeinu HaKadosh è nel mezzo del Kiddush". Da allora in poi Rabbeinu HaKadosh smise di venire, poiché non voleva che la sua venuta diventasse di dominio pubblico.